# عبد الله المطلق
عبد الله بن محمد بن عبد الرحمن المطلق من فخذ الغياثات من قبيلة الدواسر، هو أستاذ الفقه المقارن بالمعهد العالي للقضاء في جامعة الإمام محمد بن سعود الإسلامية في مدينة الرياض، وعالم سعودي وعضو هيئة كبار العلماء، وعضو اللجنة الدائمة للإفتاء في المملكة العربية السعودية. من مواليد الخرفة بمحافظة الأفلاج في تاريخ 1374 هـ.

## تعليمه ومناصبه
تخرج من كلية الشريعة بالرياض وحصل على الدكتوراة عام 1404 هـ من قسم الفقه المقارن بالمعهد العالي للقضاء بجامعة الإمام محمد بن سعود الإسلامية. عمل باحثاً بوزارة العدل ثم محاضراً في المعهد العالي للدعوة  الإسلامية بالرياض ثم وكيلاً للمعهد العالي للقضاء ثم رئيساً لقسم الدعوة  والاحتساب بكلية الدعوة والإعلام، ثم رئيساً للفقه المقارن بالمعهد العالي للقضاء، ثم عضوا في اللجنة الدائمة للإفتاء وعضوا بهيئة كبار العلماء ومستشاراً في الديوان الملكي، ورئيس مركز الملك عبد العزيز للحوار الوطني سابقاً .

## دروسه
له سلسلة من الدروس في الفقه سبق أن أذيعت في إذاعة القرآن الكريم، مثل: الفقه الميسر والذي استمر ل 200 حلقة، وأيضا فقه الأسرة. وله أيضا درس أسبوعي يذاع في إذاعة القرآن الكريم وهو شرح مختصر صحيح الإمام مسلم للمنذري. للشيخ محاضرات كثيرة في جميع مناطق المملكة. وله بعض البرامج في التلفزيون السعودي وبعض القنوات الفضائية مثل اقرأ وغيرها.

## مؤلفاته
- التحقيق في جرائم الأعراض
- شهادة المرأة في القضاء
- بيع المزاد
- عقد التوريد
- حسن الخاتمة
- فقه السنة الميسر
- المنح الشافيات في مفردات الإمام أحمد
- زاد المريض
- الصكوك
- لقد شارك في تأليف كتاب الفقه الميسر
- تحقيق كتاب الترجل

## وصلات خارجية
- صفحته على موقع طريق الإسلام.